# Dendrophylax alcoa
Dendrophylax alcoa är en orkidéart som beskrevs av Donald Dungan Dod. Dendrophylax alcoa ingår i släktet Dendrophylax och familjen orkidéer. Inga underarter finns listade i Catalogue of Life.